# Ґжицький Степан Зенонович
Степан Зенонович Ґжицький (14 січня 1900, с. Острівець, нині Теребовлянського району Тернопільської області, Україна — 19 серпня 1976, м. Львів) — український вчений у галузі ветеринарії, основоположник ветеринарної біохімії в Україні. Брат Володимира Ґжицького. Доктор ветеринарної медицини (1931). Доктор біологічних наук, професор (1940). Дійсний член НТШ (1942). Член-кореспондент АН УРСР (1951). Член Української академії сільськогосподарських наук (1959). Заслужений діяч науки і техніки УРСР (1960). Почесний член Об'єднання українських лікарів США та Канади.

## Життєпис
Народився у селі Острівець (тоді Теребовлянського повіту).
Закінчив початкову школу в сусідньому селі Довге, українську гімназію в Тернополі (1920). Навчався у 1921–1923 роках на правничому факультеті Українського таємного університету, 1923–1929 — в академії ветеринарної медицини у Львові. Після закінчення цього ВНЗ залишився в ньому працювати асистентом, кафедри лікарської хімії і загальної патології.
Упродовж 1930–1931 років під керівництвом професора Вацлава Морачевського (1867—1950) написав і захистив дисертацію на тему «Про вплив односторонньої і змішаної дієти та додатку солей на деякі компоненти крові і сечі» отримавши ступінь доктора ветеринарної медицини.
1932–1933 стажувався в Берліні Інституті біохімії під керівництвом проф. К. Нойберґа.
У 1934 р. йому було присуджено за наукові праці звання приват-доцента. Вчений розгорнув активну дослідницьку діяльність, зокрема, вивчав біохімічні процеси в крові коней.
З 1935 р. С. Ґжицький почав керувати кафедрою лікарської хімії й разом з тим викладав курс біохімії. У 1937–1938 працював у Віденському ветеринарному інституті — досліджував біохімічні процеси в крові при різних захворюваннях.
Повернувшись до Львова, С. Ґжицький продовжував педагогічну й наукову діяльність. У 1940 р. вища атестаційна комісія СРСР підтвердила його науковий ступінь доктора біологічних наук і звання професора кафедри біохімії. У травні С. Ґжицького обрано дійсним членом НТШ, у 1951 р. — членом-кореспондентом АН України. З 1955 р. завідував біохімічним відділом у НДІ землеробства і тваринництва західних районів УРСР.
За заслуги в розвитку біохімії тварин С. Ґжицький обраний у 1959 р. академіком Української академії сільськогосподарських наук. У 1960 р. на базі лабораторії біохімії НДІ землеробства і тваринництва західних районів України у Львові було створено Український НДІ фізіології і біохімії сільськогосподарських тварин (тепер Інститут біології тварин НААН України). Ініціатором і першим директором цього інституту став С. Ґжицький.
У тому ж 1960 р. академікові Ґжицькому надано почесне звання Заслуженого діяча науки України (він запропонував інсулін як лікувальний засіб у ветеринарії).
Автор більш як 200 наукових праць.
Підготував 14 докторів і 47 кандидатів наук.
До останніх днів учений очолював кафедру біохімії Львівського зооветеринарного інституту й лабораторію обміну речовин у НДІ фізіології і біохімії сільськогосподарських тварин, якій сьогодні надано його ім'я.
Помер 19 серпня 1976 р., похований у Львові на Личаківському цвинтарі, поле № 59. На могилі пам'ятник авторства скульптора Луки Біганича.

## Наукова діяльність
Наукова діяльність С. Ґжицького мала два напрямки: дослідження біохімічних процесів у с.-г. тварин у зв'язку з різними захворюваннями та вивчення особливостей обміну речовин та вивчення обміну речовин у різних видів тварин (зокрема жуйних) у зв'язку з їх годівлею, вирощуванням та утриманням, для розроблення теоретичних основ підвищення їхньої продуктивності.
Завдяки дослідженням С. Ґжицького та його учнів було вперше з'ясовано ряд біохімічних закономірностей великого теоретичного і практичного значення. Найвагомішим здобутком у дослідженнях є з'ясування ролі рубця у жуйних тварин в загальному метаболізмі організму та вивчення симбіозу жуйних тварин з мікроорганізмами, що заселяють їх передшлунки. Зокрема було встановлено, що рубець здатний всмоктувати іони К, СІ, РО4, тіамін, ціанкобаланін, амінокислоти. При цьому спостережено вибіркове їх всмоктування на поверхні слизової оболонки рубця, що впливає на процеси травлення в передшлунках жуйних. Встановлено також можливість проникнення окремих метаболітів у зворотному напрямку, тобто в порожнину рубця. Наприклад, було показано, що туди проникають хлориди, карбонати, фосфати, цукор, вітаміни В і В, амінокислоти та білки. Це свідчило, що діяльність стінки рубця спрямована на підтримання в ньому постійного хімічного складу середовища, компенсування якості корму та є необхідною умовою нормальної діяльності мікрофлори.
Багаторічні дослідження С. Ґжицький та його учні проводили із вивчення особливостей вуглеводного обміну в передшлунках жуйних тварин й застосування інсуліну для спрямованого впливу для діяльності передшлунків жуйних. Наприклад, було встановлено, що інсулін значною мірою сприяє використанню глюкози стінкою рубця, спричиняє посилене перетворення їх пентозофосфатним шляхом. Унаслідок його дії активізуються процеси у циклі трикарбонових кислот, інтенсивніше використовується енергія на синтетичні процеси.
Проведена велика робота із вивчення і застосування азотових сполук у годівлі жуйних тварин, що завершилась монографією «Сечовина в годівлі жуйних тварин».

## Вшанування пам'яті
9 лютого 1991 року на будинку Львівського зооветеринарного інституту (нині Львівський національний університет ветеринарної медицини та біотехнологій імені С. Ґжицького), що на вулиці Пекарській, 50, відкрито бронзову меморіальну таблицю. Скульптор Іван Микитюк, архітектор Володимир Турецький.
Західний науковий центр НАНУ встановив для молодих вчених премію імені Ґжицького.
У вересні 1994 його ім'я присвоєно Львівській академії ветеринарної медицини.
Рішенням вченої ради ІБТ УААН у січні 2000 р. на честь сторіччя від дня народження академіка Ґжицького С. З. лабораторії обміну речовин присвоєно назву «Лабораторія обміну речовин імені професора С. З. Ґжицького».
Президією УААН, засновано премію ім. С. Ґжицького для видатних робіт у галузі природничих, біологічних та ветеринарних наук.

## Світлини

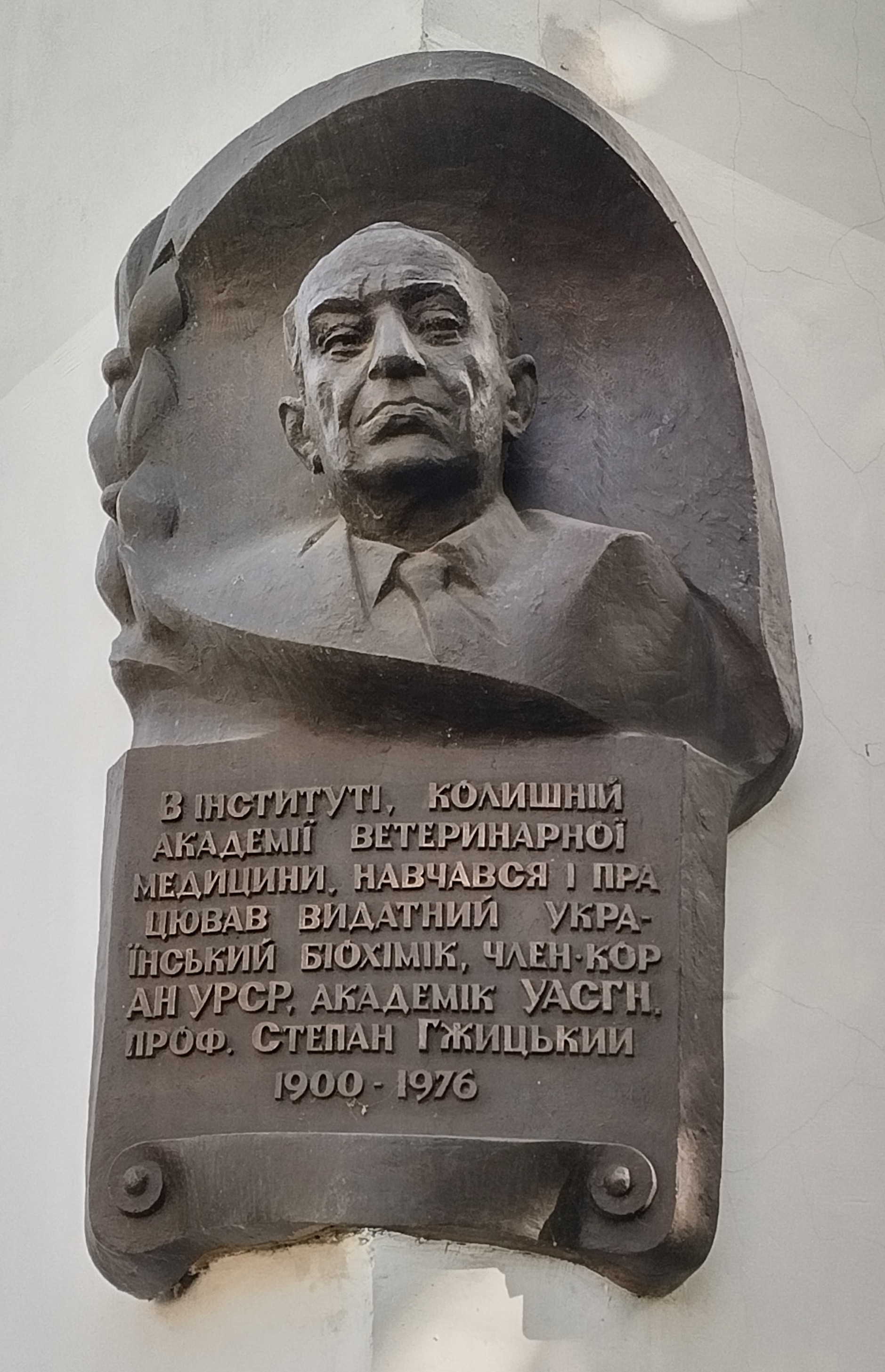
Меморіальна таблиця на вул. Пекарській, 50 у Львові
Меморіальна таблиця на будівлі Інституту біології тварин НААН у Львові